# Procesní právo
Procesní právo je souhrn právních norem, které regulují proces, postup, jak se domoci svých subjektivních práv či jak realizovat své subjektivní povinnosti. Procesní (subjektivní) práva jsou vždy odvozená, bez podkladového (subjektivního) práva hmotného by sama o sobě neměla smysl, neboť by neměla co realizovat.
Procesní práva určují např. to, jak se postupuje v občanskoprávním řízení a jsou proto obsažena v občanském soudním řádu. Příkladem je zde právo žalobce navrhovat důkazy pro svá tvrzení (a zároveň povinnost tak pod sankcí ztráty sporu učinit, pokud ho k tomu soud vyzve).